# Miss Sergipe 2018
Miss Sergipe BE Emotion 2018 foi a 60ª edição do tradicional concurso de beleza de Miss Sergipe BE Emotion, que teve por objetivo selecionar a mais bela do Estado em busca do título nacional de Miss Brasil 2018. Antes coordenador municipal do "Miss Aracaju", Luiz Plínio assumiu a partir deste evento a realização do concurso estadual. O evento teve seu ápice no dia 21 de Fevereiro  no espaço "Chica Chaves" com a presença de nove (9) candidatas. Saiury Carvalho, uma das cinco finalistas do Miss Brasil 2017 e Miss Sergipe 2017, passou a faixa e a coroa à sua sucessora no final da cerimônia, que ainda contou com a presença da Miss Universo 1968, Martha Vasconcellos.

## Resultados

### Colocações
| Posição    | Município & Candidata                                 |
| Vencedora  | - Boquim - Grazielly Moraes                           |
| 2º. Lugar  | - Aracaju - Lorena Guilhermina                        |
| 3º. Lugar  | - Riachão do Dantas - Paulina Santos                  |
| Finalistas | - Japoatã - Thaís Vieira - Lagarto - Ariadne Marghoti |

## Jurados

### Final
Ajudaram à escolher a vencedora:
1. Roy Rogeres, missólogo;
2. Roberto Barreto, beauty artist;
3. Martha Vasconcellos, Miss Universo 1968;
4. Marcelo Sóes, coordenador de licenças do Miss Brasil;
5. Roberto Macêdo, jornalista e missólogo;
6. Lisianny Bispo, Miss Sergipe 2013;
7. Saulo Makerran, Médico e missólogo

### Técnicos
Ajudaram à escolher as finalistas:
1. Roy Rogeres, missólogo;
2. Marcelo Sóes, coordenador de licenças do Miss Brasil;
3. Roberto Barreto, beauty artist;

## Candidatas
Disputaram o título este ano:
- Aracaju - Lorena Guilhermina
- Boquim - Grazielly Moraes [6]
- Campo do Brito - Isabel Souza
- Itabaianinha - Rafaela Silva
- Japoatã - Thaís Vieira
- Lagarto - Ariadne Marghoti [7]
- Nossa Senhora do Socorro - Alane Almeida
- Riachão do Dantas - Paulina Santos
- Ribeirópolis - Luana Silva [8]